# KBS 정오뉴스
《KBS 정오뉴스》는 KBS 1TV로 방송되었던 정오종합뉴스 프로그램이다. 2005년 12월 1일부터 지상파 3사가 낮 방송을 허용하게 됨에 따라 현재는 KBS 뉴스 12로 명칭이 변경되어 방송되고 있다.

## 기획 의도
오전까지 발생한 뉴스를 종합하는 KBS 1TV로 방송되었던 정오종합뉴스 프로그램이다.

## 방송 시간
| 방송 채널 | 방송 기간                           | 방송 시간                                                 |
| --------- | ----------------------------------- | --------------------------------------------------------- |
| KBS 1TV   | 2001년 11월 5일 ~ 2002년 10월 25일  | 매주 월요일 ~ 금요일 오전 11시 50분 ~ 낮 12시 10분 (30분) |
| KBS 1TV   | 2002년 10월 28일 ~ 2004년 10월 29일 | 매주 월요일 ~ 금요일 오전 11시 50분 ~ 낮 12시 10분 (30분) |
| KBS 1TV   | 2002년 4월 5일                      | 금요일 오전 11시 50분 ~ 낮 12시 (10분)                    |
| KBS 1TV   | 2002년 4월 8일 ~ 2002년 10월 25일   | 매주 월요일 ~ 금요일 오전 11시 50분 ~ 낮 12시 15분 (30분) |
| KBS 1TV   | 2004년 11월 1일 ~ 2005년 4월 29일   | 매주 월요일 ~ 금요일 오전 11시 50분 ~ 낮 12시 15분 (25분) |
| KBS 1TV   | 2005년 5월 2일 ~ 2005년 7월 1일     | 매주 월요일 ~ 금요일 오전 11시 50분 ~ 낮 12시 20분 (30분) |
| KBS 1TV   | 2005년 7월 4일 ~ 2005년 11월 25일   | 매주 월요일 ~ 금요일 오전 11시 55분 ~ 낮 12시 20분 (25분) |
| KBS 1TV   | 2005년 11월 28일 ~ 2005년 11월 30일 | 월요일 ~ 수요일 오전 11시 55분 ~ 낮 12시 15분 (20분)      |

## 구성
- 헤드라인
- 첫 소식
- 다음 소식
- 증권소식(제공:현대증권 (현 KB증권))
- 날씨

## 역대 앵커

#### 남성
| 역대 | 진행자             | 진행 기간                          | 비고 |
| ---- | ------------------ | ---------------------------------- | ---- |
| 1대  | 이규봉 아나운서    | 2001년 11월 5일 ~ 2002년 4월 5일   |      |
| 2대  | 유지철 아나운서    | 2002년 4월 8일 ~ 2002년 10월 25일  |      |
| 3대  | 한상권 아나운서    | 2002년 10월 28일 ~ 2004년 4월 30일 |      |
| 4대  | 故 이성민 아나운서 | 2004년 5월 3일 ~ 2005년 11월 30일  |      |

#### 여성
| 역대 | 진행자                          | 진행 기간                         | 비고 |
| ---- | ------------------------------- | --------------------------------- | ---- |
| 1대  | 홍소연 아나운서실 아나운서2부장 | 2001년 11월 5일 ~ 2002년 4월 5일  |      |
| 2대  | 변우영 아나운서                 | 2002년 4월 8일 ~ 2004년 4월 30일  |      |
| 3대  | 박주아 아나운서                 | 2004년 5월 3일 ~ 2004년 10월 29일 |      |
| 4대  | 최윤경 아나운서                 | 2004년 11월 1일 ~ 2005년 4월 29일 |      |
| 5대  | 박현선 前 아나운서              | 2005년 5월 2일 ~ 2005년 11월 30일 |      |

## 프로그램을 방송하는 방송국
- 한국방송공사 (중심방송국)
- KBS경인방송센터 (경기도, 인천광역시 일원)
- KBS부산방송총국 (부산광역시, 경상남도 동부 일부)
- KBS울산방송국 (울산광역시, 경상남도 동부 일부)
- KBS창원방송총국 (경상남도 중부)
- KBS진주방송국 (경상남도 서부)
- KBS대구방송총국 (대구광역시, 경상북도 남부)
- KBS포항방송국 (경상북도 동해안 일원)
- KBS안동방송국 (경상북도 북부 일원)
- KBS광주방송총국 (광주광역시, 전라남도 중북부)
- KBS목포방송국 (전라남도 서남부)
- KBS순천방송국 (전라남도 동부)
- KBS전주방송총국 (전라북도 일원)
- KBS대전방송총국 (대전광역시, 세종특별자치시, 충청남도 일원)
- KBS청주방송총국 (충청북도 중·남부, 세종특별자치시 일원)
- KBS충주방송국 (충청북도 북부 일원)
- KBS춘천방송총국 (강원도 영서 중북부 일원)
- KBS강릉방송국 (강원도 영동 일원)
- KBS원주방송국 (강원도 영서 남부 일원)
- KBS제주방송총국 (제주특별자치도 일원)

## 타이틀 변천사
현재 타이틀은 2018년 2월 5일부터를 기준으로 한다.
| 역대 (대수) | 타이틀       | 방송 기간                          |
| ----------- | ------------ | ---------------------------------- |
| 1대         | KBS 낮 뉴스  | 1996년 3월 4일 ~ 1998년 6월 12일   |
| 2대         | KBS 뉴스     | 1998년 6월 15일 ~ 2001년 11월 2일  |
| 3대         | KBS 정오뉴스 | 2001년 11월 5일 ~ 2005년 11월 30일 |